# إبراهيم الصنيتان
إبراهيم الصنيتان لاعب كرة قدم سعودي يلعب في نادي البكيرية كلاعب وسط.

## مسيرة اللاعب
لعب في نادي البكيرية وأعير إلى نادي عرعر في عام 2023 وبعدها عاد إلى نادي البكيرية.